# Arrondissement d'Aix-en-Provence
L'arrondissement d'Aix-en-Provence est une division administrative de l'État dans le département des Bouches-du-Rhône et la région Provence-Alpes-Côte d'Azur.
L'arrondissement fait partie des trois arrondissements des Bouches-du-Rhône créés en 1800.
En 1981, certaines communes de l'arrondissement d'Aix-en-Provence et de celui d'Arles en sont détachées pour former l'arrondissement d'Istres.

## Composition
Depuis 1981, l'arrondissement d'Aix est composé de 44 communes situées dans la partie nord-est du département des Bouches-du-Rhône.
De 2003 à 2015, ces communes étaient regroupées en 10 cantons : Aix-Centre, Aix-Nord-Est, Aix-Sud-Ouest, Gardanne, Lambesc, Les Pennes-Mirabeau, Pélissanne, Peyrolles, Salon-de-Provence et Trets. Depuis 2015, le nouveau découpage cantonal s'affranchit des limites des arrondissements. 

### Découpage communal depuis 2015
Depuis 2015, le nombre de communes des arrondissements varie chaque année soit du fait du redécoupage cantonal de 2014 qui a conduit à l'ajustement de périmètres de certains arrondissements, soit à la suite de la création de communes nouvelles. Le nombre de communes de l'arrondissement d'Aix-en-Provence est ainsi de 44 en 2015 et de 48 en 2019.
Au 1er janvier 2024, l'arrondissement groupe les 48 communes suivantes :
1. Aix-en-Provence
2. Alleins
3. Aurons
4. La Barben
5. Beaurecueil
6. Bouc-Bel-Air
7. Cabriès
8. Charleval
9. Châteauneuf-le-Rouge
10. Coudoux
11. Éguilles
12. Eyguières
13. La Fare-les-Oliviers
14. Fuveau
15. Gardanne
16. Gréasque
17. Jouques
18. Lamanon
19. Lambesc
20. Lançon-Provence
21. Mallemort
22. Meyrargues
23. Meyreuil
24. Mimet
25. Pélissanne
26. Les Pennes-Mirabeau
27. Peynier
28. Peyrolles-en-Provence
29. Puyloubier
30. Le Puy-Sainte-Réparade
31. Rognes
32. La Roque-d'Anthéron
33. Rousset
34. Saint-Antonin-sur-Bayon
35. Saint-Cannat
36. Saint-Estève-Janson
37. Saint-Marc-Jaumegarde
38. Saint-Paul-lès-Durance
39. Salon-de-Provence
40. Sénas
41. Simiane-Collongue
42. Le Tholonet
43. Trets
44. Vauvenargues
45. Velaux
46. Venelles
47. Ventabren
48. Vernègues

## Démographie
En 2022, l'arrondissement comptait 464 360 habitants.
| 1968    | 1975    | 1982    | 1990    | 1999    | 2006    | 2011    | 2016    | 2021    |
| ------- | ------- | ------- | ------- | ------- | ------- | ------- | ------- | ------- |
| 208 181 | 259 949 | 304 841 | 347 431 | 381 986 | 410 356 | 419 395 | 450 153 | 460 747 |

| 2022    | - | - | - | - | - | - | - | - |
| ------- | - | - | - | - | - | - | - | - |
| 464 360 | - | - | - | - | - | - | - | - |

## Sous-préfets
| Période         | Période | Identité             | Fonction précédente | Observation                                                                             |
| --------------- | ------- | -------------------- | ------------------- | --------------------------------------------------------------------------------------- |
|                 |         |                      |                     |                                                                                         |
| 23 juillet 1848 | ...     | Oscar Grimaldi       |                     |                                                                                         |
|                 |         |                      |                     |                                                                                         |
| 1980            | 1983    | Philippe de Mazières |                     | sous-préfet, commissaire adjoint de la République de l'arrondissement d'Aix-en-Provence |
| 1983            | 1985    | Jacques Barthélemy   |                     |                                                                                         |
|                 |         |                      |                     |                                                                                         |